# The Tallis Scholars
The Tallis Scholars es un grupo británico fundado en 1973 por su director Peter Phillips. Están especializados en la interpretación a capella de la música sacra del Renacimiento.
La formación generalmente consiste en diez miembros y normalmente graban en su propio sello musical, Gimell Records. 
Aparte del trabajo como músicos profesionales, algunos componentes del grupo tienen también actividades en el campo académico: Phillips ha publicado el libro English Sacred Music 1549-1649 y Sally Dunkley, Francis Steele y Deborah Roberts tienen actividades relacionadas con la publicación y edición de trabajos relacionados con el Renacimiento y el comienzo del Barroco.

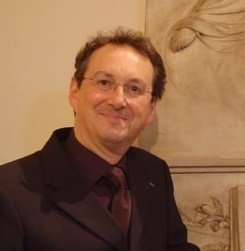
Peter Phillips en el 2006.

## Discografía
Álbumes originales:
- 1980 - Allegri: Miserere. Angel RL 32122 (LP), Classics for Pleasure 40339 (LP), Gimell CDGIM 339 (CD) (1985). Gimell GIMSE 401 (SACD).
- 1981 - Palestrina: Missa Benedicta es. Gimell CDGIM 001 (CD).
- 1982 - English Madrigals. Classics for Pleasure (LP). Edición en CD en el álbum recopilatorio: English Madrigals. Gimell GIMSE 403 (CD).
- 1983 - Russian Orthodox Music. Gimell CDGIM 002 (CD).
- 1983 - Palestrina: Missa Nigra sum. Gimell CDGIM 003 (CD).
- 1984 - John Taverner: Missa Gloria Tibi Trinitas. Gimell CDGIM 004 (CD)
- 1984 - John Tavener: Ikon of Light. Gimell CDGIM 005
- 1984 - Byrd: The Three Masses. Gimell CDGIM 345.
- 1985 - Tallis: Spem in alium. Gimell CDGIM 006.
- 1986 - Tallis: The Complete English Anthems. Gimell CDGIM 007.
- 1986 - Palestrina Masses: Missa Brevis. Gimell CDGIM 008.
- 1986 - Josquin: Missa Pange lingua / Missa La sol fa re mi. Gimell Records CDGIM 009.
- 1986 - Christmas carols and motets. Gimell CDGIM 010.
- 1987 - Byrd: The Great Service. Gimell CDGIM 011.
- 1987 - Victoria: Requiem. Gimell CDGIM 012.
- 1987 - Clemens non Papa: Missa Pastores quidnam vidistis. Gimell CDGIM 013.
- 1987 - Gesualdo: Tenebrae Responsories for Holy Saturday. Gimell CDGIM 015.
- 1988 - William Cornysh: Stabat Mater. CDGIM Gimell 014.
- 1988 - Sarum Chant: Missa in gallicantu. Gimell CDGIM 017.
- 1989 - Sheppard: Media vita. Gimell CDGIM 016.
- 1989 - Lassus: Missa Osculetur me & Motets. Gimell CDGIM 018.
- 1989 - Josquin: L'Homme armé Masses. Gimell CDGIM 019.
- 1989 - Palestrina Masses: Assumpta est Maria / Sicut lilium. Gimell CDGIM 020.
- 1990 - Cardoso: Requiem & Magnificat / Motets. Gimell CDGIM CDGIM 021.
- 1990 - Victoria: Tenebrae Responsories. Gimell CDGIM 022.
- 1991 - Heinrich Isaac: Missa de Apostolis. Gimell CDGIM 023.
- 1991 - Thomas Tomkins: The Great Service. Gimell CDGIM 024.
- 1992 - Thomas Tallis: Lamentations of Jeremiah. Gimell CDGIM 025.
- 1992 - Antoine Brumel: Missa Et ecce terrae motus. Gimell CDGIM 026.
- 1992 - Duarte Lôbo: Requiem. Gimell CDGIM 028.
- 1993 - Western Wind Masses. Taverner, Tye, Sheppard. Gimell CDGIM 027.
- 1994 - Cipriano de Rore: Missa Praeter rerum seriem. Gimell CDGIM 029.
- 1994 - Live in Rome. CDGIM 994.
- 1995 - Robert White: Tudor Church Music. Gimell CDGIM 030.
- 1996 - Jacob Obrecht: Missa Maria zart. Gimell CDGIM 032.
- 1997 - Ockeghem: Au travail suis / De plus en plus. Gimell CDGIM 035.
- 1997 - Alonso Lobo: Missa Maria Magdalene. Gimell 031.
- 1998 - The Tallis Christmas Mass. Gimell CDGIM 034.
- 1998 - Live in Oxford. Gimell CDGIM 998.
- 1998 - Lamenta. The Lamentations of the Prophet Jeremiah. Gimell CDGIM 996. . Sólo 2 pistas son originales, el resto ya fueron publicadas.
- 2000 - Morales: Missa Si bona suscepimus. Gimell CDGIM 033.
- 2001 - Gombert: Magnificats 1-4. Gimell CDGIM 037.
- 2002 - Gombert: Magnificats 5-8. Gimell CDGIM 038.
- 2005 - Browne: Music from the Eton Choirbook. Gimell CDGIM 036.
- 2005 - Guerrero: Missa Surge propera. Gimell CDGIM 040 (CD), GIMSA 540 (SACD).
- 2006 - Playing Elizabeth's Tune. Sacred Music by William Byrd. Gimell CDGIM 992 (CD), GIMSA 592 (SACD)
- 2007 - Allegri: Miserere / Palestrina: Missa Papae Marcelli. Music written for the Sistine Chapel. Gimell 041
- 2008 - Josquin: Missa Sine nomine, Missa Ad fugam. Gimell CDGIM 039.
- 2009 - Josquin: Missa Malheur me bat, Missa Fortuna desperata. Gimell CDGIM 042.
- 2010 - Victoria: Lamentations of Jeremiah. Gimell CDGIM 043

Álbumes recopilatorios:
- 1990 - The Tallis Scholars on the South Bank Show. Gimell CDGIM 999.
- 1993 - The Palestrina 400 Collection. Gimell CDGIMB 400
- 1995 - Taverner Anniversary Album. Western Wind Mass. Missa Gloria Tibi Trinitas. Gimell 454 995, CDGIM 004. . Álbum recopilatorio que incluye:
  - 1984 - John Taverner: Missa Gloria Tibi Trinitas. Incluye el álbum completo
  - 1993 - Western Wind Masses. Sólo incluye la Western Wind Mass de John Taverner.
- 1998 - Silver. The best of the Tallis scholars. Gimell CDGIM 454 990-2.
- 1999 - The Best of the Renaissance. Philips "Duo" 289 462-2 (2 CD)
- 2003 - The Essential Tallis Scholars.  Gimell CDGIM 201 (2 CD).
- 2003 - Christmas with the Tallis Scholars. Gimell CDGIM 202 (2 CD).
- 2004 - The Tallis Scholars sing Thomas Tallis. CDGIM 203 (2 CD)
- 2005 - The Tallis Scholars sing Palestrina. CDGIM 204 (2 CD)
- 2005 - Requiem. CDGIM 205 (2 CD)
- 2006 - The Tallis Scholars Sing Josquin. Gimell CDGIM 206 (2 CD).
- 2006 - Renaissance Giants. Gimell CDGIM 207 (2 CD).
- 2006 - Palestrina: Missa Benedicta es (25th Anniversary Edition). GIMSE 402. Álbum recopilatorio que incluye:
  - 1981 - Palestrina: Missa Benedicta es. Incluye el álbum completo
  - 1986 - Palestrina Masses: Missa Brevis. Sólo incluye la misa Missa Nasce la gioja mia
- 2007 - English Madrigals. Gimell GIMSE 403. . Álbum recopilatorio que incluye:
  - 1980 - English Madrigals. Incluye el álbum completo
  - 1991 - Thomas Tomkins: The Great Service. Sólo incluye los 7 madrigales
- 2007 - The Tallis Scholars sing William Byrd. Gimell CDGIM 208 (2 CD)
- 2008 - The Tallis Scholars sing Tudor Church Music. Volume One. Gimell CDGIM 209 (2 CD)
- 2008 - The Tallis Scholars sing Tudor Church Music. Volume Two. Gimell CDGIM 210 (2 CD)
- 2009 - The Tallis Scholars sing Flemish Masters. Gimell CDGIM 211 (2 CD)

Vídeos:
- 1994 - Live in Rome. Gimell GIMDP 903 (DVD - PAL), GIMDN 904 (DVD - NTSC)
- 2006 - Playing Elizabeth's Tune. Gimell GIMDP 901 (DVD - PAL), GIMDN 902 (DVD - NTSC)